# Modelo de Competição de Gramáticas

## A Mudança Linguística do Ponto de Vista Paramétrico
AUTOR: Leonardo de Oliveira Schneider (UFSC) — (outros artigos)

### Variação e Mudança sob Perspectiva Paramétrica
O modelo de Competição de Gramáticas emergiu como hipótese proposta pelo linguista americano Anthony Kroch em uma sequência de artigos publicados no decorrer das décadas de 80, 90 e 2000, sendo principalmente embasados na teoria de Princípios e Parâmetros (Chomsky, 1984). Nessa abordagem teórica, vinculada à epistemologia da escola linguística generativa — mais precisamente à Sintaxe Diacrônica (permitida pela Linguística Histórica) —, as gramáticas são definidas como conjuntos de formas/estruturas disponíveis aos falantes quando em fase de aquisição da linguagem — conforme a GU (Gramática Universal) —, ou seja, construtos teóricos de linguagem, ou "objetos-línguas", como chama Paixão de Souza (2001), que entram em competição/variação.
O cerne dessa hipótese, portanto, está na questão de como as línguas mudam, pois, sendo línguas naturais: nascem, vivem e morrem. Logicamente, se vivem, passam por diferentes contextos culturais, sociais e afins, correspondentes às diferentes épocas às quais perpassam, e, assim sendo, tendem às mudanças. Como o gerativismo mira as mudanças desde uma perspectiva paramétrica, quando se fala em mudança gramatical, se fala em mudança abrupta. Por outro lado, quando se fala em competição entre gramáticas e suas formas, se fala em variação — diferentemente das concepções sociolinguísticas, para o gerativismo de Kroch, as mudanças precedem a variação. Tal competição, no entanto, não corresponde a uma mudança, mas sim à fase posterior à mudança paramétrica, de nível estrutural e sistêmico, que possibilita a existência de novas estruturas: novas formas; correspondentes a outras gramáticas diferentes das quais regiam, então, as variantes já existentes.

### Competição de Gramáticas no Português
Um exemplo muito abordado a respeito de tal hipótese em contexto aproximado da língua portuguesa no Brasil é o caso do fenômeno de fronteamento — ou scrambling, conforme mencionado em estudos sobre outras línguas por autores tais qual Mackenzie (2018) ao investigar o Espanhol Antigo e compará-lo ao Espanhol Moderno. No citado fenômeno, há permissividade à colocação de constituintes quaisquer, diferentes de sujeito, à frente do verbo, como no caso abaixo, não possível/gramatical no português falado e escrito, hoje, no Brasil:
1. Um gato quero [eu] — note-se; há objeto à esquerda do verbo, enquanto o sujeito é deslocado à sua direita.

Contudo, pesquisadores tais quais Namiutti (2011), Galves (2006; 2012), Parcero (2016), Paixão de Souza (2001) e, mais recentemente, Martins (2013; 2018; 2021), fomentam a hipótese mencionada pelo fato de os dados do Português Clássico (PCl, doravante), respectivo ao período entre meados do século XVI e o início do XIX, apresentarem perda notória de casos de fronteamento em paralelo à crescente aparição de sujeito em posição anterior ao verbo. Percebe-se, em tais análises, já consolidadas nas linhas de pesquisa vinculadas à Sintaxe Histórica/Diacrônica, que a afixação do sujeito está relacionada a uma mudança de parâmetros na língua portuguesa que desencadeou uma onda novas estruturas possíveis à aquisição dos falantes. Mais que isso, olhando para dados recentes do português, principalmente no Brasil, vê-se uma língua cada vez mais rígida sobre as possibilidades de deslocamento de constituintes e mais restrita sobre a primeira posição da sentença ser definidade estritamente ao constituinte sujeito.
Como entra, então, a hipótese de Kroch no raciocínio exposto sobre o português falado e escrito no Brasil? Para responder tal questionamento, é preciso conceber que a essa competição, no português, são atribuídas três gramáticas: PCl, PB (Português Brasileiro) e PE (Português Europeu); as duas últimas são pouco permissivas a deslocamementos e correspondem a um parâmetro linguístico de ordem-SV, em que há intuição regida pela concepção de que o sujeito deve vir contíguo ao verbo no início das sentenças; a primeira, anterior à entrada categórica das duas ultimas, por outro lado, é regimentada pelo parâmetro de ordem-V2, comum nas línguas germânicas, em que qualquer constituinte pode vir a preceder o verbo no início da sentença. Voltando-se à pergunta, portanto, os linguistas mencionam que o fato de se encontrarem dados com fronteamento já no português dos séculos XIX e XX denotam resquícios de uma verdadeira competição entre variedades: ou seja, num ambiente, inóspito, no qual o fronteamento já não é tão propagado e o sujeito segue afixado com maior restrição na primeira posição anterior, contíguo ao verbo, sentenças que apresentem o deslocamento mencionado fazem nada mais do que expor resquícios de uma gramática anterior — no caso exposto, de PCl — já distante do uso categórico, o uso de maior frequência em todos os contextos linguísticos em dada sincronia. 

### Parâmetro como Gatilho, Variação como seu Reflexo
Nesse sentido, a entrada de um novo parâmetro é ilustrada como o acionamento de um importante interruptor, um gatilho. Esse fato gera, por sua vez, uma série de pequenas mudanças na língua: variação. Noutros termos: o que se afirma em hipótese é que quando uma mesma mudança de parâmetros ocorre sobre uma dada língua, há geração de novas estruturas; os falantes em fase de aquisição da linguagem passam a internalizar também o(s) novo(s) parâmetro(s) e permitem nova(s) gramática(s) a nível de Língua-I, nos indivíduos falantes; por sua vez, estes passam a optar por uma ou outra forma, à luz dos parâmetros que regem as gramáticas então internalizadas. Logo, a nova geração de falantes, a qual entra em contato com o novo parâmetro, tem novas formas disponíveis em sua gramática interna e tende a reproduzi-las em escrita — isso posteriormente, visto que a língua escrita é menos dinâmica e mais conservadora do que a falada.   
Olhar para as pequenas preferências, portanto, irá conduzir o linguista às relações entre elas e os novos parâmetros. Por exemplo, conforme exemplos mencionados acima, se há parâmetro categórico de ordem-SV, há restrição de construções com interpolação de clíticos, inversão de sujeito, bem como de outras ordenações que fujam da restrição de sujeito contíguo ao verbo da sentença. Há, nesse sentido, influência do parâmetro sobre que estruturas, opções discursivas/estilísticas, são gramaticais, de uso categórico, na língua em uso.    